# 方去疾
方去疾（1922年3月—2001年），初名方文俊，后改名方㾀，字去疾，号之木、木斋，别署四角亭长，男，汉族，浙江温州人，中国篆刻家，中国书法家协会原副主席。